# Olympische Sommerspiele 2016/Radsport – Straßenrennen (Frauen)
Das Straßenrennen der Frauen bei den Olympischen Spielen 2016 in Rio de Janeiro fand am 7. August 2016 statt.
Olympiasiegerin wurde Anna van der Breggen aus den Niederlanden, Emma Johansson aus Schweden gewann Silber und die Italienerin Elisa Longo Borghini Bronze.

## Streckenverlauf
Die Distanz des Straßenrennens der Frauen betrug 141 Kilometer. Der Start befand sich am Forte de Copacabana. Weiter erstreckte sich der Kurs in Richtung Westen durch die Stadtteile Ipanema, Barra, und die Küstenstraße Reserva Maripendi. Nach 24,8 Kilometern galt es den Pontal / Grumari Kurs zwei Mal zu durch runden (49,6 km), ehe der Streckenverlauf wieder auf der gleichen Küstenstraße in Richtung Osten zurückführte. Hier musste der Vista Chinesa Kurs im Stadtteil Gávea ein Mal durchfahren werden. Danach führte das Rennen wieder zurück zum Forte de Copacabana, wo sich das Ziel befand.
Wie bei allen Rennen wurde das Rennen zur Sicherheit von der Polizei begleitet, dies übernahm die Federal Highway Police (PRF).
|  |  |  |

## Titelträgerinnen
| Olympiasiegerin | Marianne Vos      | London 2012   |
| Weltmeisterin   | Elizabeth Deignan | Richmond 2015 |

## Ergebnisse

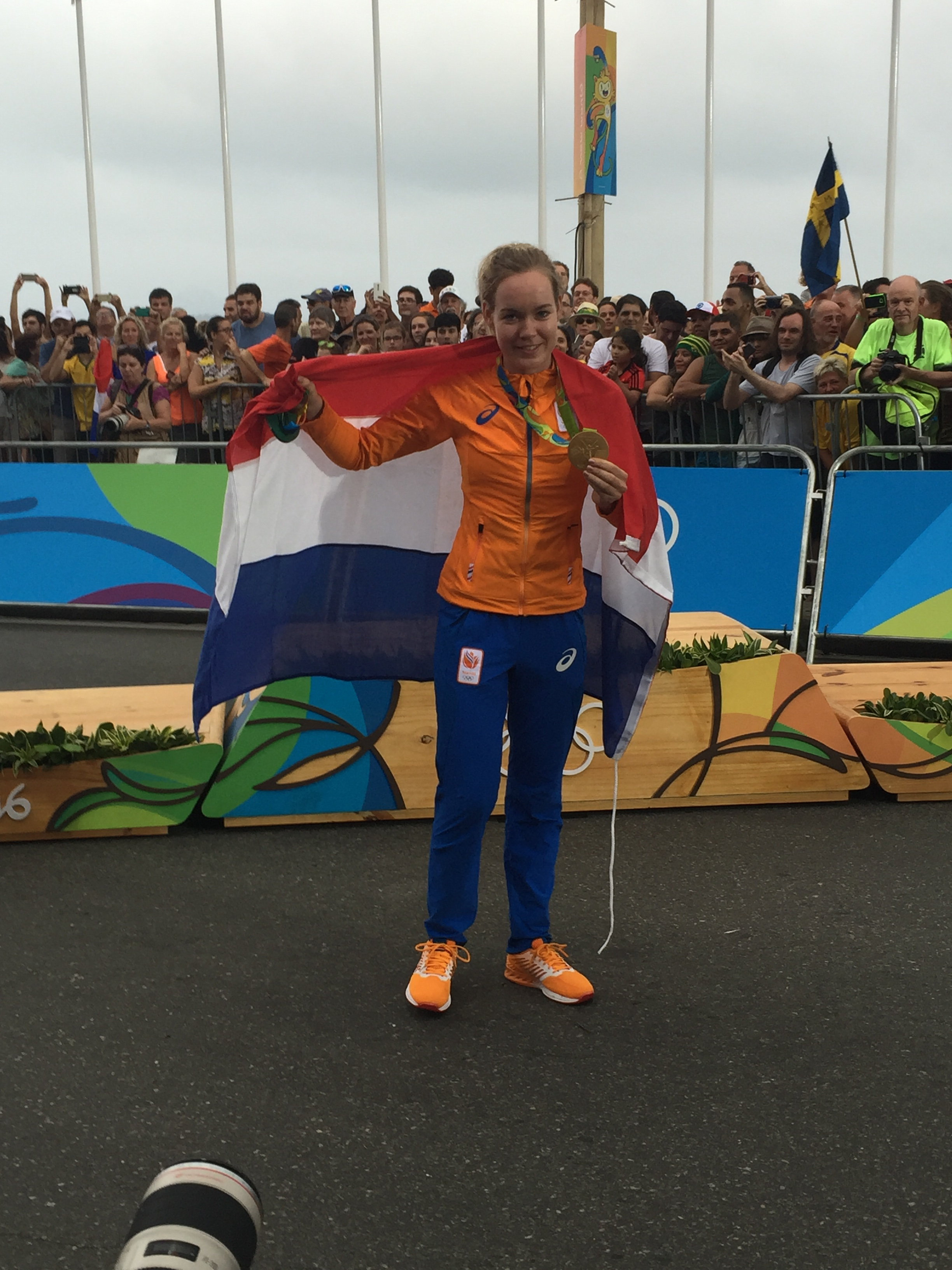
Olympiasiegerin Anna van der Breggen

| Rang                 | Athletin               | Nation             | Zeit           |
| -------------------- | ---------------------- | ------------------ | -------------- |
| 1                    | Anna van der Breggen   | Niederlande        | 3:51:27 h      |
| 2                    | Emma Johansson         | Schweden           | 3:51:27 h      |
| 3                    | Elisa Longo Borghini   | Italien            | 3:51:27 h      |
| 4                    | Mara Abbott            | Vereinigte Staaten | + 0:04 min     |
| 5                    | Elizabeth Deignan      | Großbritannien     | + 0:20 min     |
| 6                    | Katarzyna Niewiadoma   | Polen              | + 0:20 min     |
| 7                    | Flávia Oliveira        | Brasilien          | + 0:20 min     |
| 8                    | Jolanda Neff           | Schweiz            | + 0:20 min     |
| 9                    | Marianne Vos           | Niederlande        | + 1:14 min     |
| 10                   | Ashleigh Moolman       | Südafrika          | + 1:14 min     |
| 11                   | Megan Guarnier         | Vereinigte Staaten | + 1:14 min     |
| 12                   | Evelyn Stevens         | Vereinigte Staaten | + 1:16 min     |
| 13                   | Alena Amjaljussik      | Belarus            | + 2:16 min     |
| 14                   | Tatiana Guderzo        | Italien            | + 2:19 min     |
| 15                   | Amanda Spratt          | Australien         | + 4:09 min     |
| 16                   | Olga Sabelinskaja      | Russland           | + 4:25 min     |
| 17                   | Eri Yonamine           | Japan              | + 4:56 min     |
| 18                   | Christine Majerus      | Luxemburg          | + 5:07 min     |
| 19                   | Lisa Brennauer         | Deutschland        | + 5:07 min     |
| 20                   | Elena Cecchini         | Italien            | + 5:07 min     |
| 21                   | Ellen van Dijk         | Niederlande        | + 5:07 min     |
| 22                   | Rachel Neylan          | Australien         | + 5:07 min     |
| 23                   | Linda Villumsen        | Niederlande        | + 5:07 min     |
| 24                   | Małgorzata Jasińska    | Polen              | + 5:07 min     |
| 25                   | Karol-Ann Canuel       | Kanada             | + 5:07 min     |
| 26                   | Pauline Ferrand-Prévot | Frankreich         | + 5:07 min     |
| 27                   | Emilia Fahlin          | Schweden           | + 6:36 min     |
| 28                   | Arlenis Sierra         | Kuba               | + 6:36 min     |
| 29                   | Anisha Vekemans        | Belgien            | + 6:36 min     |
| 30                   | Na Ah-reum             | Südkorea           | + 6:36 min     |
| 31                   | Claudia Lichtenberg    | Deutschland        | + 6:36 min     |
| 32                   | Polona Batagelj        | Slowenien          | + 6:36 min     |
| 33                   | Vita Heine             | Norwegen           | + 7:07 min     |
| 34                   | Daiva Tušlaitė         | Litauen            | + 7:07 min     |
| 35                   | Olena Pawluchina       | Aserbaidschan      | + 7:38 min     |
| 36                   | Hanna Solowej          | Ukraine            | + 9:35 min     |
| 37                   | Audrey Cordon          | Frankreich         | + 9:37 min     |
| 38                   | Leah Kirchmann         | Kanada             | + 10:02 min    |
| 39                   | An-Li Kachelhoffer     | Südafrika          | + 10:02 min    |
| 40                   | Ana Sanabria           | Kolumbien          | + 10:02 min    |
| 41                   | Anna Plichta           | Polen              | + 10:02 min    |
| 42                   | Giorgia Bronzini       | Italien            | + 10:06 min    |
| 43                   | Trixi Worrack          | Deutschland        | + 10:06 min    |
| 44                   | Romy Kasper            | Deutschland        | + 10:40 min    |
| 45                   | Lotte Kopecky          | Belgien            | + 10:40 min    |
| 46                   | Martina Ritter         | Österreich         | + 10:40 min    |
| 47                   | Ane Santesteban        | Spanien            | + 11:32 min    |
| 48                   | Shani Bloch            | Israel             | + 11:32 min    |
| 49                   | Gracie Elvin           | Australien         | + 11:34 min    |
| 50                   | Jennifer Cesar         | Venezuela          | + 11:51 min    |
| 51                   | Lotta Lepistö          | Finnland           | + 12:07 min    |
| 52                   | Nikki Harris           | Großbritannien     | + 12:07 min    |
| 53                   | Emma Pooley            | Großbritannien     | + 17:45 min    |
| Nicht in der Wertung |                        |                    |                |
| –                    | Clemilda Fernandes     | Brasilien          | über Zeitlimit |
| –                    | Antri Christoforou     | Zypern             | über Zeitlimit |
| –                    | Annemiek van Vleuten   | Niederlande        | DNF            |
| –                    | Kristin Armstrong      | Vereinigte Staaten | DNF            |
| –                    | Katrin Garfoot         | Australien         | DNF            |
| –                    | Tara Whitten           | Kanada             | DNF            |
| –                    | Sara Mustonen          | Schweden           | DNF            |
| –                    | Ann-Sophie Duyck       | Belgien            | DNF            |
| –                    | Chantal Hoffmann       | Luxemburg          | DNF            |
| –                    | Carolina Rodríguez     | Mexiko             | DNF            |
| –                    | Paola Muñoz            | Chile              | DNF            |
| –                    | Jutatip Maneephan      | Thailand           | DNF            |
| –                    | Vera Adrian            | Namibia            | DNF            |
| –                    | Milagro Mena           | Costa Rica         | DNF            |
| –                    | Huang Ting-ying        | Chinesisch Taipeh  | DSQ            |